# Purosangue inglese
Il purosangue inglese (PSI) è una razza equina originaria della Gran Bretagna. Si tratta di una razza selezionata per la corsa al galoppo negli ippodromi proprio grazie alle caratteristiche di agilità,velocità e spirito. Anche per queste caratteristiche sono detti "a sangue caldo"
Il purosangue inglese si è sviluppato intorno al XVII e XVIII secolo in Inghilterra, quando le fattrici locali furono fatte accoppiare con esemplari importati di stalloni arabi, Barb e turcomanni. Infatti tutti i purosangue moderni possono far risalire i loro pedigree a tre stalloni originariamente importati in Inghilterra nei secoli XVII e XVIII e ad un numero maggiore di fattrici inglesi.
Ad oggi il purosangue inglese è usato principalmente per le corse, ma può essere usato anche per altre discipline come il salto ostacoli, il dressage, il polo, la caccia alla volpe e il concorso completo. Proprio per la loro indole competitiva, durante le competizioni i purosangue inglese partecipano con il massimo sforzo, e questo ha provocato alti tassi di incidenti e problemi di salute, come ad esempio il sanguinamento polmonare.
I purosangue inglesi sono anche comunemente incrociati per creare nuove razze o migliorare quelle esistenti, sono stati, infatti, influenti nella creazione del Quarter Horse, dello standardbred, dell'anglo-arabo e di varie razze a sangue caldo.

## Storia
Ufficialmente le origini moderne del purosangue inglese si fanno risalire al 1793 con la nascita dello Stud Book (libro delle origini o libro genealogico dei cavalli da corsa) dalle famose 50 fattrici indigene, le Royal Mares, e da tre stalloni orientali: Byerley Turk, Darley Arabian e Godolphin Barb, dai quali discende in linea maschile la totalità dei moderni Purosangue da corsa. Ai tre cavalli menzionati è possibile aggiungere un quarto stallone, Curwen’s Bay Barb, che ha offerto anch'esso un buon contributo genetico. Infatti, da questi quattro stalloni proviene circa un terzo dei geni della popolazione attuale: Godolphin Arabian (contributo 13,8%), Darley Barb (6,5%), Curwen's Bay Barb (4,2%) e Byerley Turk (3,3%).

Da studi moderni si evince che in realtà la selezione del cavallo inglese da corsa è cominciata ben prima: già dalla conquista della Britannia i Romani portarono in quella terra cavalli orientali, soprattutto il berbero, che venivano utilizzati per le corse nel Circo Massimo. Da quel momento in poi ci fu un continuo afflusso di cavalli orientali in Inghilterra, specialmente durante le Crociate, e attraverso scambi con l'Italia dove dal Medioevo si correvano i Palii. Ne consegue che anche le Royal Mares (soprannominate Hobby) erano cavalle orientali di varia origine (berbere, turche, siriane, arabe e incroci tra queste razze), velocissime, selezionate sui 400 m. Quindi l'origine del purosangue inglese è chiaramente orientale, ma la selezione funzionale ne ha fatto un cavallo morfologicamente migliore dei suoi antenati.

## Caratteri morfologici
Il tipico purosangue inglese è di tipo dolicomorfo e varia da 157 a 173 cm di altezza al garrese, con una media di 163 cm e con un peso che varia da 350 a 500 kg. Il mantello, costituito da peli e crini sottili e lucenti, è spesso baio, baio scuro o marrone, castano, nero o grigio. I colori meno comuni ma comunque riconosciuti negli stati uniti includono il roano e il palomino. Il bianco è molto raro, ma è un colore riconosciuto e separato dal grigio. Il viso e la parte inferiore delle gambe possono essere contrassegnati di bianco, ma generalmente il bianco non compare sul corpo. Mentre i mantelli con più colori, come Pinto o appaloosa, non sono riconosciuti nei registri della razza. I purosangue di buona genealogia hanno cute sottilissima che lascia trasparire le vene superficiali, la testa gentile con profilo rettilineo; orecchie piccole; occhi grandi e dolci. La testa è ben cesellata su un collo lungo e diritto, muscoloso, buona conformazione, un petto profondo, una schiena corta, una buona profondità dei quarti posteriori, un corpo magro e arti lunghi con braccio breve e molto muscoloso; articolazioni larghe ed asciutte; tendini evidenti e asciutti; gamba lunga e muscolosa; stinchi sottili; pastorale lungo giuntato; piedi piccoli, ben fatti e robusti. Il garrese è prominente con linea dorso-lombare piuttosto allungata; la groppa può presentarsi più o meno obliqua a seconda del tipo; coda attaccata alta; torace molto ampio e profondo. I purosangue sono le classiche razze “a sangue caldo”, che sono allevate per l’agilità e la velocità e sono generalmente considerati vivaci e audaci.
I purosangue nati nell'emisfero settentrionale sono ufficialmente considerati un anno più vecchi il primo gennaio di ogni anno, mentre quelli nati nell'emisfero australe hanno ufficialmente un anno in più il primo di agosto.  Queste date artificiali sono state fissate per consentire la standardizzazione delle corse e di altre competizioni in determinati gruppi di età.
Questi cavalli sono stati selezionati, come indica il nome anglosassone "Thoroughbred" (che letteralmente significa allevato in purezza), per le corse al galoppo: fin dalle origini quindi è stata prediletta la loro potenza e la loro attitudine alla velocità piuttosto che specifiche caratteristiche fisiche. È per questo motivo che oggi la razza presenta caratteri morfologici non troppo omogenei, anche se, comunque, sono distinguibili tre tipi precisi:

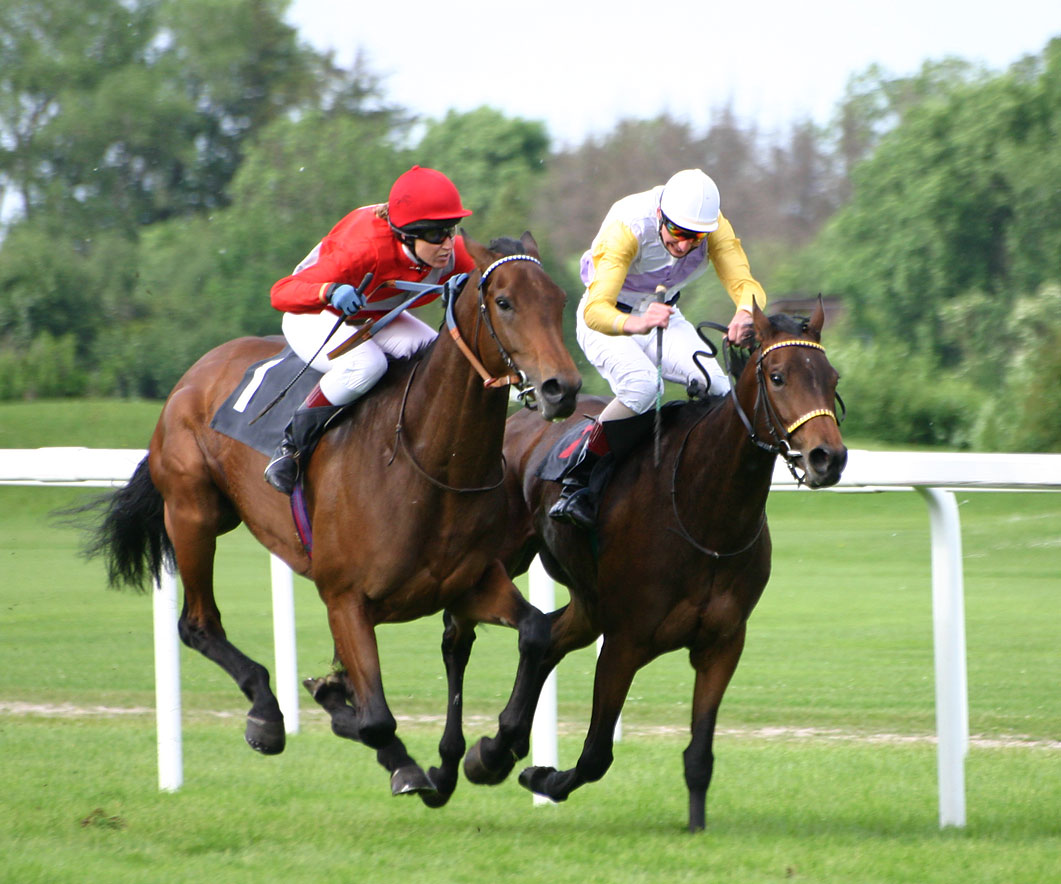
Purosangue al galoppo

1. lo stayer: più alto e allungato, impiegato su corse tra i 2100 e 3000 metri e oltre;
2. lo sprinter: piccolo e raccolto, impiegato sulle corse tra 1000 e 1500 metri;
3. l'intermediate: con groppa obliqua, spalla inclinata e dorso piuttosto breve, dà il meglio tra i 1500 ed i 2000 metri.

## Carattere e attitudini

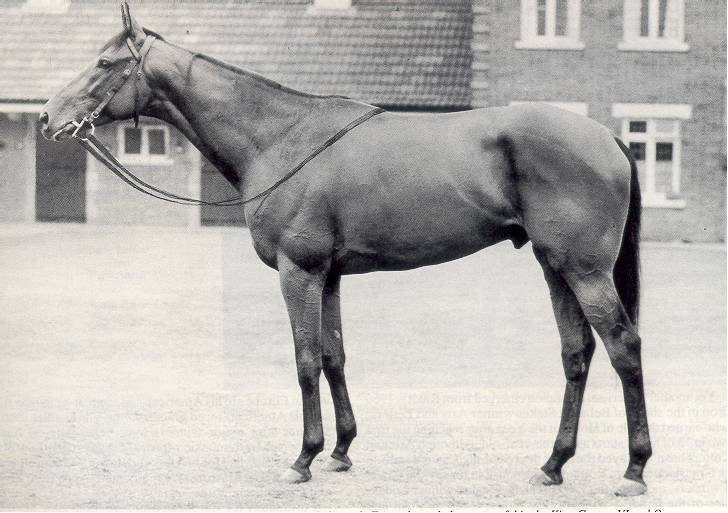
L'imbattuto Ribot

Il purosangue inglese è una razza di cavalli conosciuta per la sua eleganza, velocità e agilità. Oltre alle sue caratteristiche fisiche distintive, questa razza ha un temperamento e un comportamento unici che la rendono adatta a diverse discipline equestri. Cavalli dal temperamento vivace e ardente, dotati di un'azione lunga e potente, dalla grande energia e noti per la loro attitudine al lavoro. Sono estremamente intelligenti e imparano rapidamente nuovi comandi e abilità. Questa combinazione di vivacità ed intelligenza li rende altamente adatti a sport come il galoppo, l'endurance e l'equitazione (specie nel Concorso completo), con una spiccata attitudine alla corsa al galoppo (Ippica). Corse di questo tipo di cavalli si svolgono nell'ippodromo di Ascot, in Inghilterra.

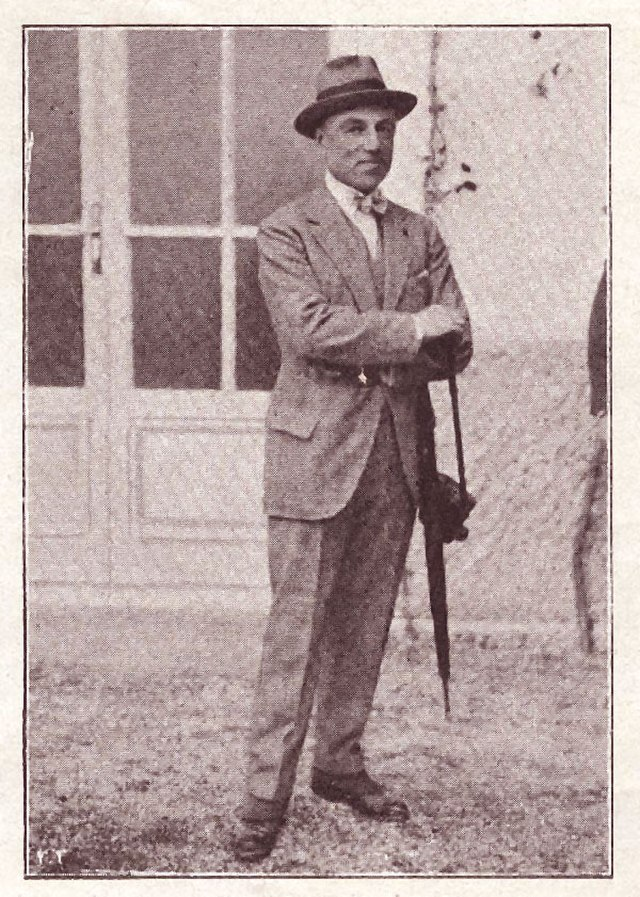
Federico Tesio, detto "il mago di Dormello"

Nonostante la loro natura energica, i purosangue inglesi sono molto sensibili alle indicazioni del cavaliere. Rispondono bene alla comunicazione sottile delle gambe, delle mani e del peso del cavaliere. Questa sensibilità può essere un vantaggio in competizioni come il dressage o il salto ostacoli, dove precisione ed equilibrio sono fondamentali.
Inoltre, questa razza è nota per la sua determinazione e spirito competitivo. Questi cavalli amano correre, raggiungendo sempre il massimo del proprio potenziale durante le gare. La loro resistenza fisica li rende adatti a competizioni di lunga durata come le corse su distanze lunghe o l'endurance. Tuttavia, questa stessa determinazione può richiedere una gestione attenta da parte del cavaliere per evitare situazioni di sovraccarico o di stress eccessivo. Nonostante il loro temperamento focoso, i purosangue inglesi possono essere molto affettuosi e attaccati al loro cavaliere. Sono animali sociali che apprezzano la compagnia umana e si legano facilmente con le persone che si prendono cura di loro. Questo li rende ottimi partner per l'equitazione ricreativa e per le attività di terapia assistita con il cavallo.
Ribot era un cavallo di taglia piccola, dalla coda ben poco elegante, con nulla di imponente nell’aspetto e nemmeno Federico Tesio (morto quando Ribot aveva due anni) era rimasto particolarmente colpito da quel puledro striminzito. Senza orpelli, senza fronzoli era semplicemente costruito in modo perfetto per il suo lavoro e solo il suo sguardo tradiva quella tranquilla sicurezza in se stesso e nella sua forza, che avrebbe schiantato tutti gli avversari che provarono a batterlo. Il suo giro di cinghie era impressionante – quindici centimetri più degli altri puledri – l’unico suo problema era quello di coprire troppo col posteriore (aveva una distanza di 20 cm tra l’arcata costale e la spina iliaca, di qui la sua potenza) e quindi raggiungersi spesso, galoppando a volte un po’ risentito.
Ma una volta trovata la soluzione al problema (una ferratura più leggera, con solo cinque chiodi invece dei sette tradizionali) la sua azione al galoppo incanta tutti, inchioda gli avversari dietro di lui e gli fa inanellare una serie di vittorie impressionanti figlie della sua superiorità sia fisiologica che psichica.